# Bee Gees I’ve Gotta (EP7)

## Közreműködők
- Barry Gibb – ének, gitár
- Robin Gibb – ének
- Maurice Gibb – ének,  gitár, zongora, basszusgitár
- Vince Melouney – gitár
- Colin Petersen – dob

## A lemez dalai
- I’ve Gotta Get a Message to You  (Barry, Robin és Maurice Gibb) (1968), mono 2:59 , ének: Barry Gibb, Robin Gibb
- Kitty Can  (Barry, Robin és Maurice Gibb) (1968), mono 3:20, ének: Barry Gibb, Robin Gibb
- To Love Somebody (Barry és Robin Gibb) (1967), mono 3:00, ének: Barry Gibb
- Close Another Door (Barry és Robin és Maurice Gibb) (1967), mono 3:29, ének: Robin Gibb, Barry Gibb